# Мігель Мурільйо
Мігель Антоніо Мурільйо Кіррес (ісп. Miguel Antonio Murillo Quirres нар. 24 березня 1898, Ла-Пас, Болівія — пом. 12 лютого 1968)— болівійський футболіст, що грав на позиції воротаря за клуб «Болівар», а також національну збірну Болівії.

## Клубна кар'єра
Виступав за команду «Болівар». Історія кар'єри наразі невідома.

## Виступи за збірну
У складі збірної був в заявці на чемпіонат світу 1930 року в Уругваї, але на поле не виходив, програвши конкуренцію Хесусу Бермудесу.
Подальша кар'єра у складі національної збірної Болівії наразі невідома.